# Совєтська (Нюксенський район)
Совє́тська (рос. Советская) — присілок у складі Нюксенського району Вологодської області, Росія. Входить до складу Нюксенського сільського поселення.

## Населення
Населення — 39 осіб (2010; 46 у 2002).
Національний склад (станом на 2002 рік):
- росіяни — 100 %